# Acanthicus adonis
Acanthicus adonis — вид риб з роду Acanthicus родини лорікарієві ряду сомоподібні.

## Опис
Загальна довжина сягає 45—100 см. Голова помірно велика, її верхня частина вкрита міцними та гострими одонтодами (шкіряні зубчики). В останніх є гострий кіль на бічних пластинах. У самців ці одонтоди більші та гостріші ніж у самиць. На щоках присутні численні тонкі одонтоди. Очі невеликі. Ротовий апарат влаштований так, щоб всмоктувати здобич. Його спрямовано донизу. Тулуб відносно стрункий, вкрито шипиками. Усі плавці великі, добре розвинені. Спинний плавець широкий, доволі довгий, його перший промінь сильно витягнутий. Жировий плавець відсутній. Грудні плавці великі. У самців перший промінь грудного плавця потовщений. Черево вкрито дрібними пластинками. Плавальний міхур дозволяє виробляти гучні звуки. Анальний плавець невеличкий. Хвостовий плавець широкий, має довгий ниткоподібні вирости на обох лопатях, створюючи ліроподібну форму. Останні є лише у дорослих, статевозрілих особин.
Ошатно забарвлений, забарвлення чорне з коричнюватим відтінком. Молоді особини чорні наче вугілля з численними плямами білого або жовтого кольору, що вкривають голову, тулуб й плавці. З віком плями щезають: спочатку на тулубі. Дорослі особини зберігають зберігають невеличку плямистість на плавцях та ниткоподібних виростах. Відомі соми-альбіноси.

## Спосіб життя
Є демерсальною рибою. Доволі агресивна, вдень ховається серед корчів, каміння, уламків, печерах. Активна вночі. Живляться дрібною рибою, невеличкими безхребетними, частково водоростями.
Ікру відкладає в укриттях. В перший рік молоді сомики досягають 15—17 см.
Тривалість життя сягає 15 років.

## Розповсюдження
Мешкає в басейнах річок Амазонка і Токантінс — в межах Перу та Бразилії.